# Коренитка
Коренитка (словен. Korenitka) — поселення в общині Требнє, регіон Південно-Східна Словенія, Словенія.